# Gobierno de la Autoridad Nacional Palestina de 2019
El Gobierno de Mohammad Shtayyeh o Gobierno de la Autoridad Nacional Palestina de 2019 fue el decimoctavo gobierno palestino. Mohammad Shtayyeh fue designado para constituirlo formalmente el 10 de marzo de 2019, tras la dimisión del gobierno de unidad palestino en junio de 2014. El gobierno asumió el cargo el 13 de abril de 2019 ante el presidente del Estado de Palestina, Mahmud Abás, y duró hasta el 31 de marzo de 2024, cuando asumió el cargo el gobierno de Mustafa. 

## Miembros del Gobierno
Miembros del gobierno de la ANP.
- 1-Mohammad Shtayyeh, primer ministro
- 2-Nabil Abu Rudeineh, Vice primer ministro y Ministro de Información
- 3-Ziad Abu Amr, Vice primer ministro
- 4-Shukri Bishara, Ministro de Finanzas
- 5-Riad al Maliki Ministro de Asuntos Exteriores
- 6-Rola Maayya, Ministra de Turismo
- 7-Mai Kaileh, Ministro de Salud
- 8-Khaled Ossaili, Ministro de Economía
- 9-Atef Abu Seif, Ministro de Cultura
- 10-Mohammad Shalaldeh, Ministro de Justicia
- 11-Majdi Saleh, Ministro de Gobierno Local
- 12-Riad Atari, Ministro de Agricultura
- 13-Ishaq Sadr, Ministro de Telecomunicaciones,
- 14-Nasri Abu Jish, Ministro de Trabajo
- 15-Marwan Awartani, Ministro de Educaicón
- 16-Mahmoud Abu Moueis, Ministro de Educación Superior
- 17-Amal Hamad, Ministra de Asuntos de Mujeres
- 18-Assem Salem, Ministro de Transporte
- 19-Mohammad Ziyara, Ministro de Construcción y Vivienda
- 20-Ahmad Majdalani, Ministro de Asuntos Sociales
- 21-Fadi Hidmi, Ministro de Asuntos de Jerusalén
- 22-Usama Sadawi, Ministro de Estado

## Reacciones
Hamás declaró a través de un comunicado emitido desde Gaza el 13 de abril que se trata de un gobierno nombrado unilateralmente por Fatah, que ahonda la división interna entre las facciones y no tiene legitimidad.
El coordinador especial de la ONU Nickolay Mladenov felicitó a Shtayyeh por la formación del nuevo gobierno señalando: "Esperamos seguir trabajando estrechamente con él y su equipo para mejorar la situación económica, humanitaria y social del pueblo palestino".